# HagaZiekenhuis, locatie Sportlaan

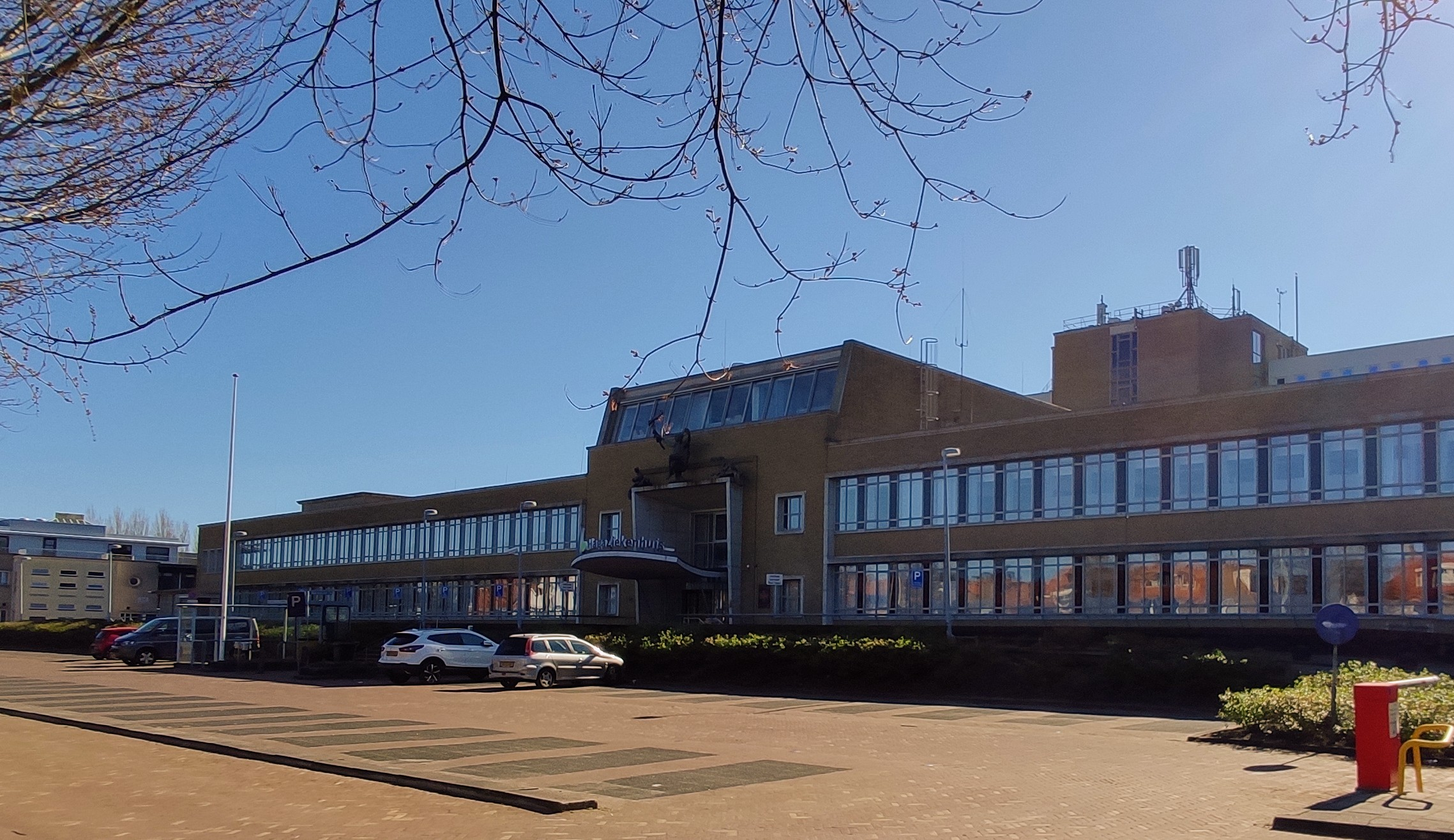
HagaZiekenhuis, locatie Sportlaan (2020)

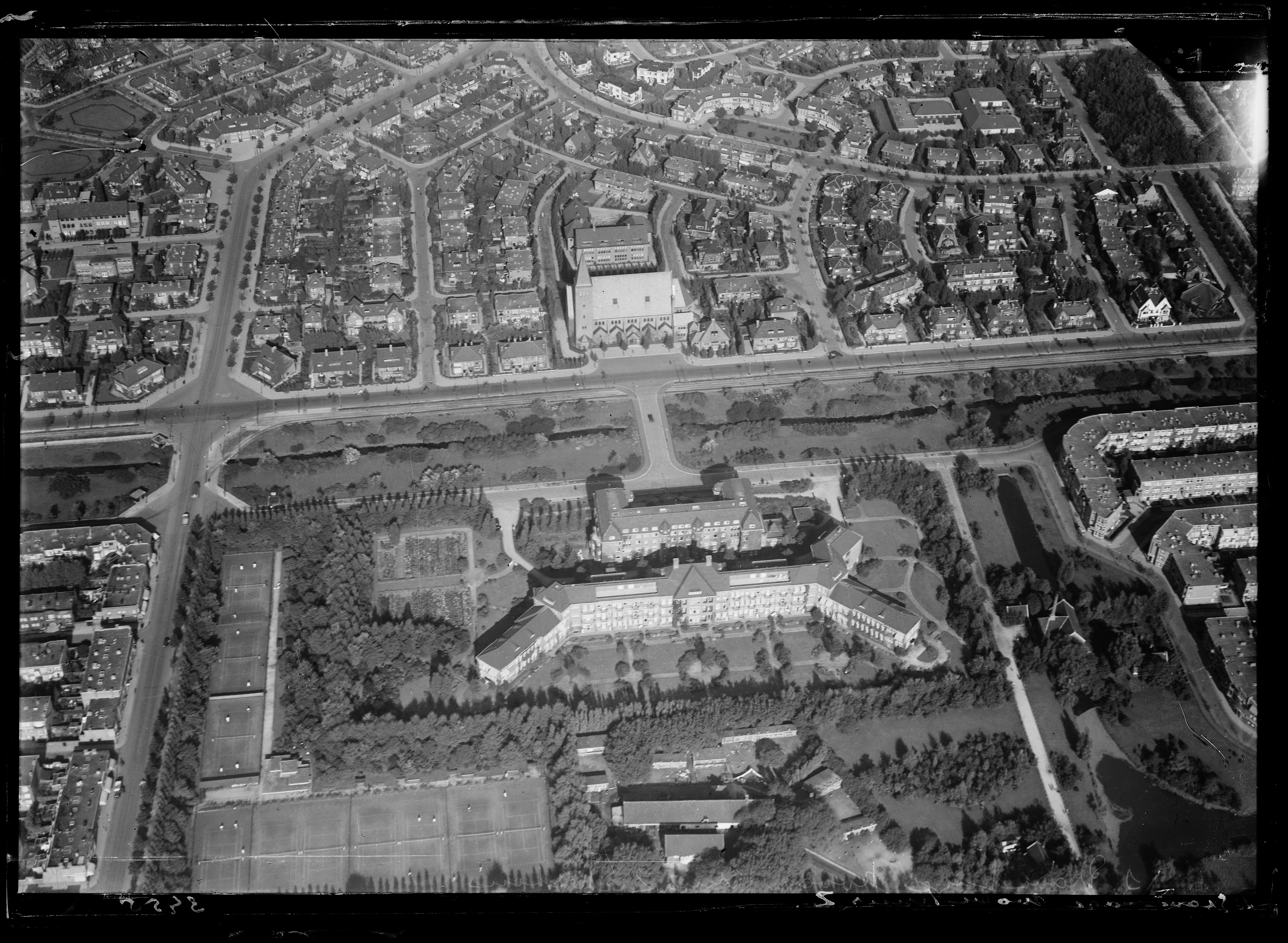
Het oude "Roode Kruis Ziekenhuis", in de Tweede Wereldoorlog afgebroken. Luchtfoto tussen 1925 en 1940

Het HagaZiekenhuis, locatie Sportlaan, het voormalige Rode Kruis Ziekenhuis, was een algemeen ziekenhuis aan de Sportlaan in de Vogelwijk in Den Haag. Het maakte samen met het Juliana Kinderziekenhuis en Ziekenhuis Leyenburg deel uit van het HagaZiekenhuis. Per 1 januari 2021 is het HagaZiekenhuis, locatie Sportlaan, gesloten.

## Geschiedenis
- 1868: Het Rode Kruis Ziekenhuis ontstaat. Op initiatief van het Haagsche Vrouwencomité start een verpleegstersopleiding ten behoeve van het pas opgerichte Nederlandsche Roode Kruis.
- 1889: De opleiding betrekt een eigen les- en polikliniekruimte en in de jaren daarop ontstaan binnen het Rode Kruis plannen voor een chirurgische kliniek.
- 1901: Koningin-moeder Emma opent de kliniek aan de Jan van Nassaustraat in het Benoordenhout, ontworpen door de architect Herman Wesstra.
- 1925: De organisatie groeit, krijgt de beschikking over eigen ambulances en trekt in een nieuw gebouw aan de Sportlaan, ontworpen door Eduard Cuypers en geopend door koningin Emma. Daarmee groeit de capaciteit van 40 naar 147 bedden.
- 1942: Het gebouw wordt gevorderd door het Duitse leger. Tijdens de bezetting van Nederland in de Tweede Wereldoorlog wordt het gebouw aan de Sportlaan gesloopt om plaats te maken voor Duitse verdedigingswerken (de Atlantikwall). Er wordt een “tijdelijk” onderkomen gevonden aan het Om en Bij in de Haagse binnenstad, tegenover het gemeentelijk Ziekenhuis Zuidwal. Het Rode Kruis Ziekenhuis blijft hier achttien jaar.
- 1954: Start van de bouw van een nieuw ziekenhuis aan de Sportlaan.[1]
- 1960: Koningin Juliana opent het nieuwe Rode Kruis Ziekenhuis, ontworpen door de architecten Julius Luthmann en Wim Prent. In de jaren daarop stijgt niet alleen het aantal patiënten enorm, maar nemen ook de technische faciliteiten steeds meer ruimte in. Het gebouw aan de Sportlaan wordt daarom diverse malen uitgebreid.
- 1968: Prinses Margriet opent een helikopterhaven bij het ziekenhuis ten behoeve van de traumahelikopters.
- 1993: Rode Kruis gaat samen met het Juliana Kinderziekenhuis verder als Stichting Samenwerkende Ziekenhuizen Juliana Kinderziekenhuis/Rode Kruis Ziekenhuis.
- 1999: Het Juliana Kinderziekenhuis verhuist naar de Sportlaan en komt naast het gebouw van het Rode Kruis Ziekenhuis te staan, ze functioneren samen als één ziekenhuis.
- 2004: Stichting Samenwerkende Ziekenhuizen Juliana Kinderziekenhuis/Rode Kruis Ziekenhuis gaat samen met Ziekenhuis Leyenburg verder als HagaZiekenhuis. De naam van het Rode Kruis Ziekenhuis verandert in HagaZiekenhuis, locatie Sportlaan.
- 2015: Op 29 april verhuizen het Juliana Kinderziekenhuis, het Haga Juliana Geboortecentrum en het RonaldMcDonald Huis naar de locatie Leyweg.
- 2020: Tussen juli en het einde van het jaar verhuizen alle afdelingen naar de locatie Leyweg.
- 2021: HagaZiekenhuis, locatie Sportlaan is gesloten
- 2023: De gemeente Den Haag heeft het gebouw aangekocht.

## Toekomst & herbestemming

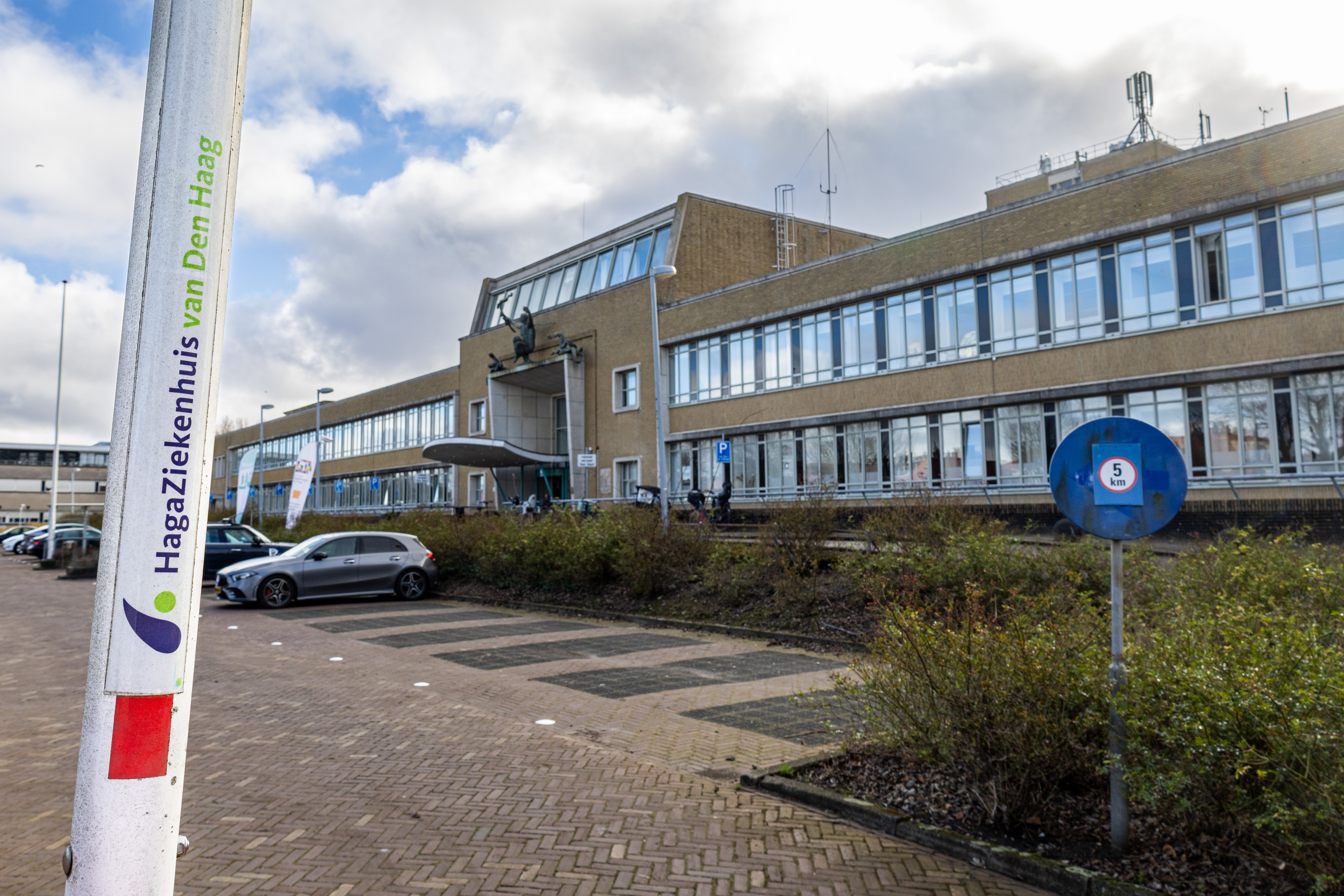
De oude slagbomen staan er nog. Buiten staan vlaggen van jeugdhulp organisaties die tijdelijk zijn gevestigd aan de locatie Sportlaan. (2025)

Na de sluiting van het HagaZiekenhuis aan de Sportlaan heeft de gemeente Den Haag eind 2023 het gebouw aangekocht met de intentie om 300 tot 400 nieuwe woningen te realiseren. Om dit plan te realiseren is echter veel tijd nodig. Daarom wordt het gebouw tijdelijk ingezet als opvanglocatie, asielzoekerscentrum en woonruimte voor diverse groepen en starters. In het oude gedeelte van het Juliana Kinderziekenhuis zit nu een winter daklozenopvang van het Leger des Heils. Daarnaast krijgt het gebouw diverse buurtvoorzieningen. 
In Juli 2024 werd het voorstel voor deze tijdelijke invulling goedgekeurd door de gemeenteraad waarna het gebouw de nieuwe naam "Locatie Sportlaan" draagt. 

## Fotogalerij

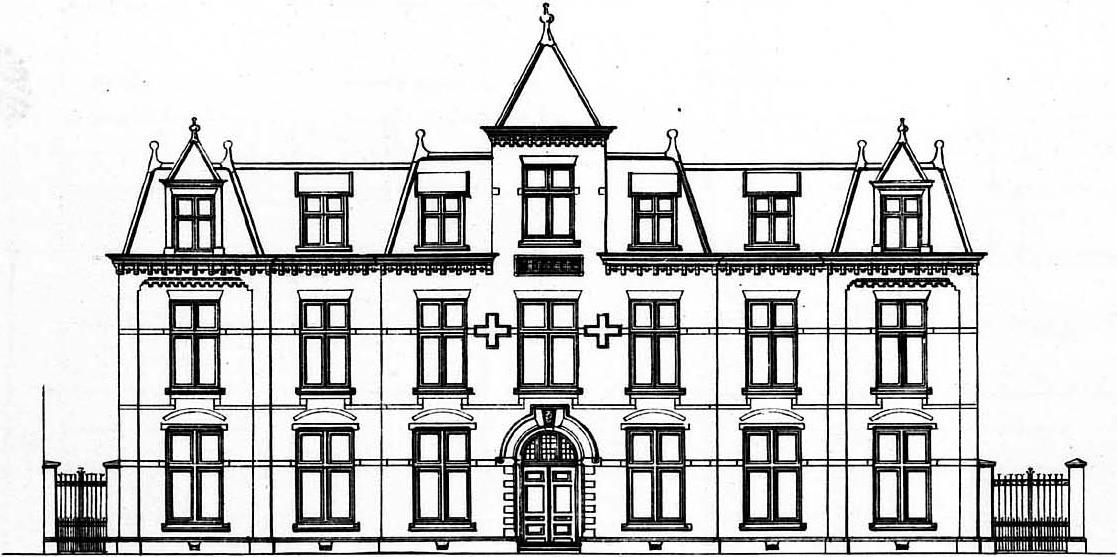
Van 1901 tot 1925 was de kliniek van het Nederlandsche Roode Kruis gevestigd in de Jan van Nassaustraat
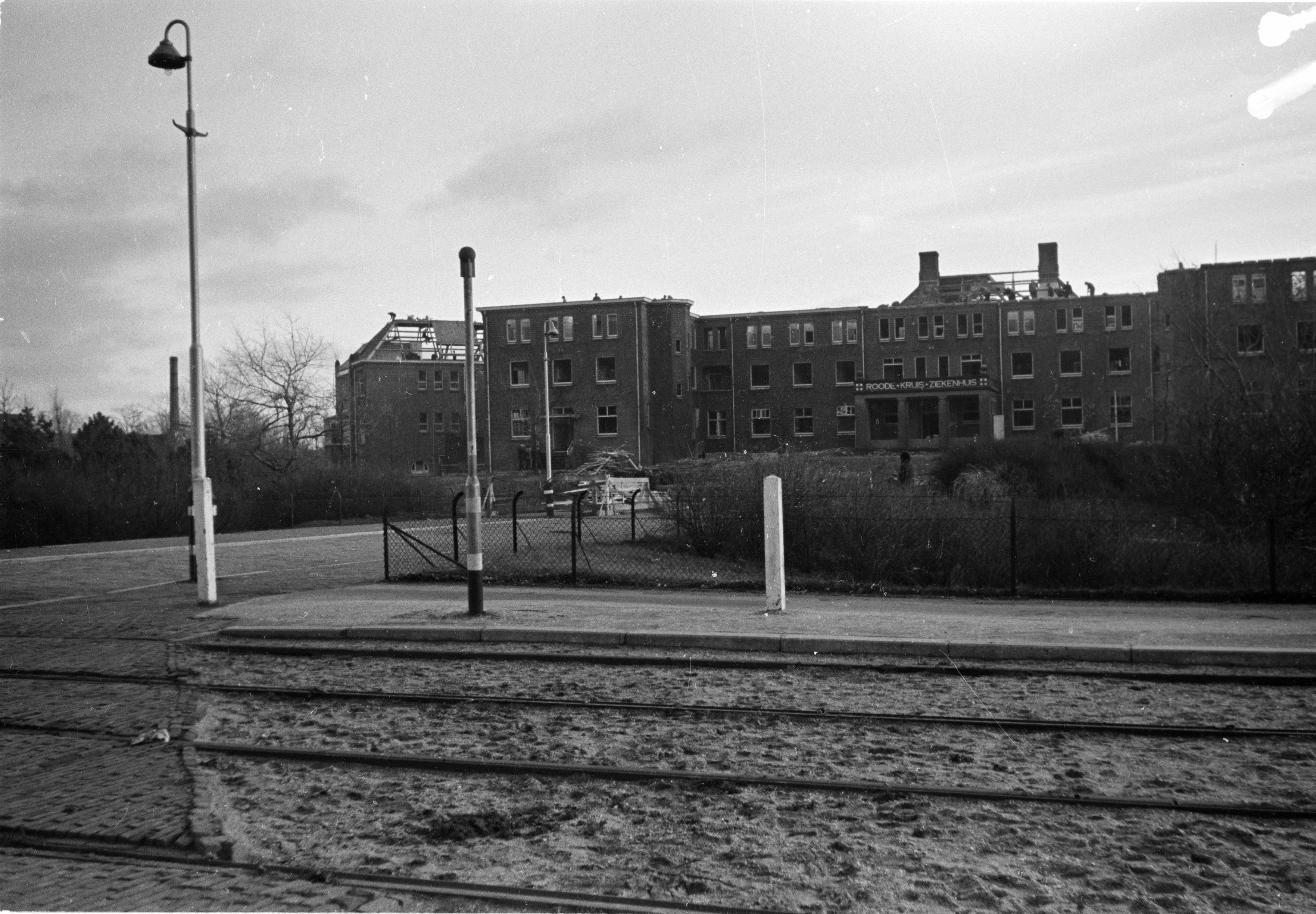
Het Roode Kruis Ziekenhuis wordt in opdracht van de bezetters gesloopt, 1942
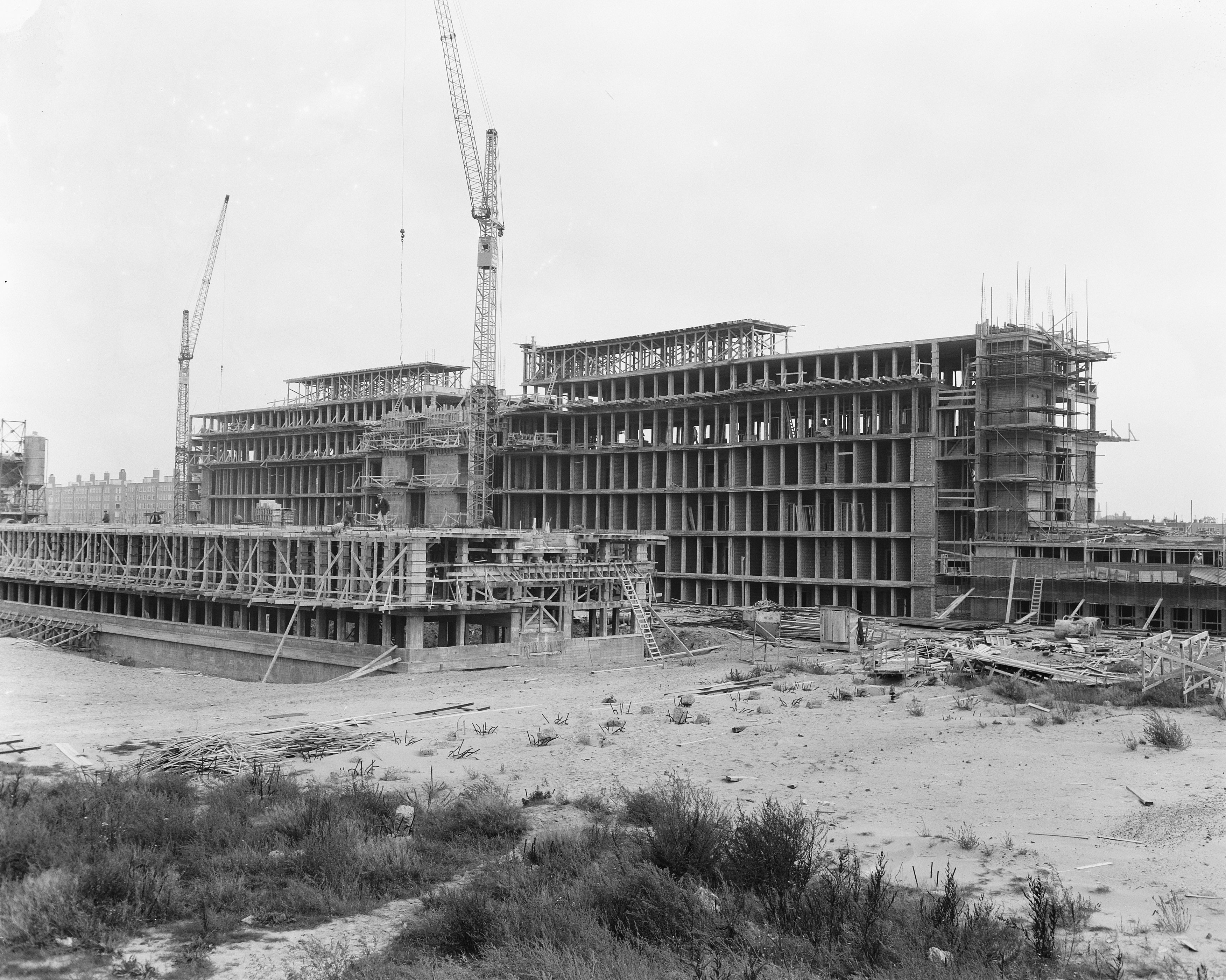
Bouw Rode Kruis Ziekenhuis aan de Sportlaan, 23 september 1957 (Nationaal Archief)
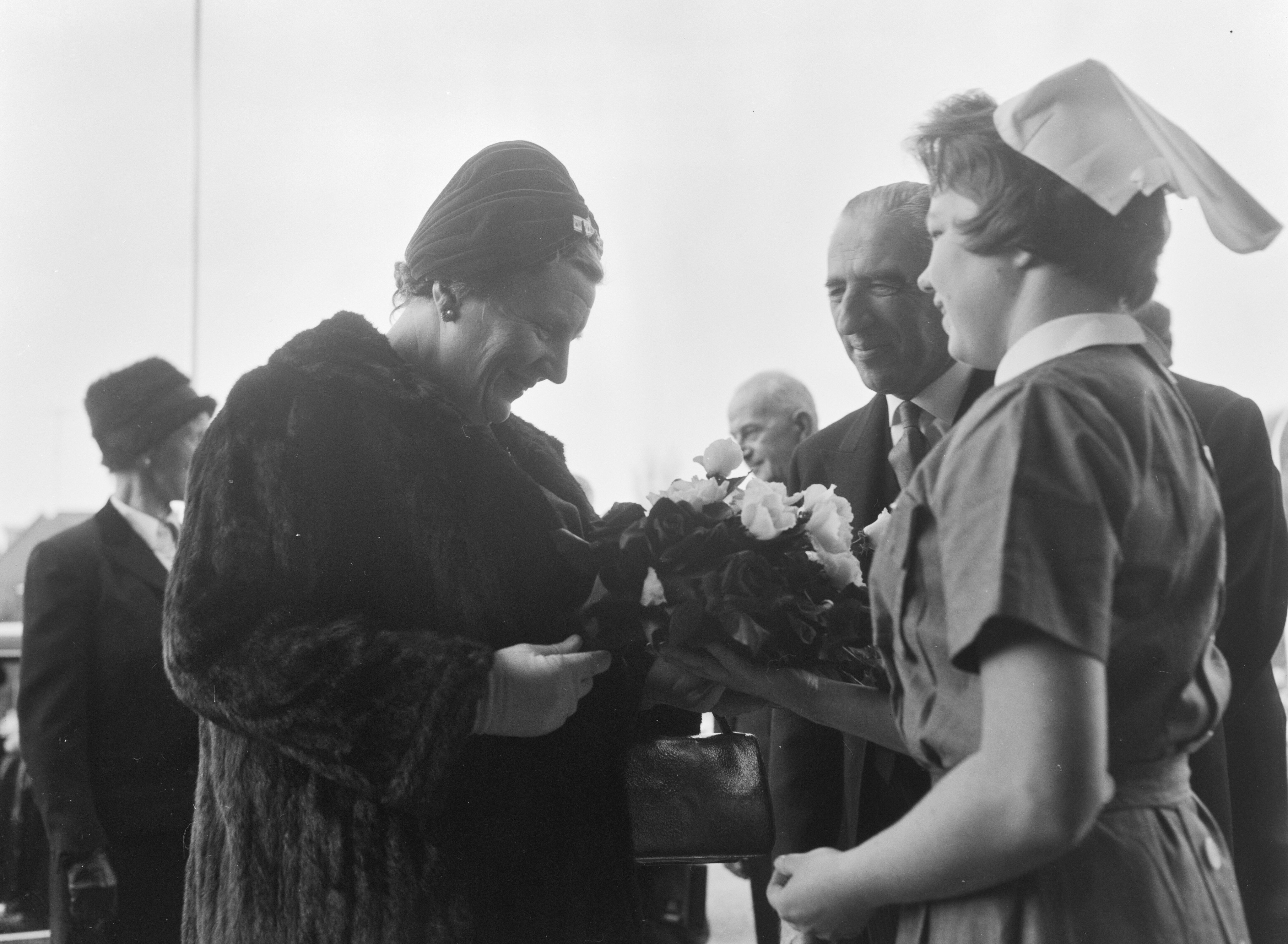
Koningin Juliana opent het Rode Kruis Ziekenhuis, 27 oktober 1960 (Nationaal Archief)
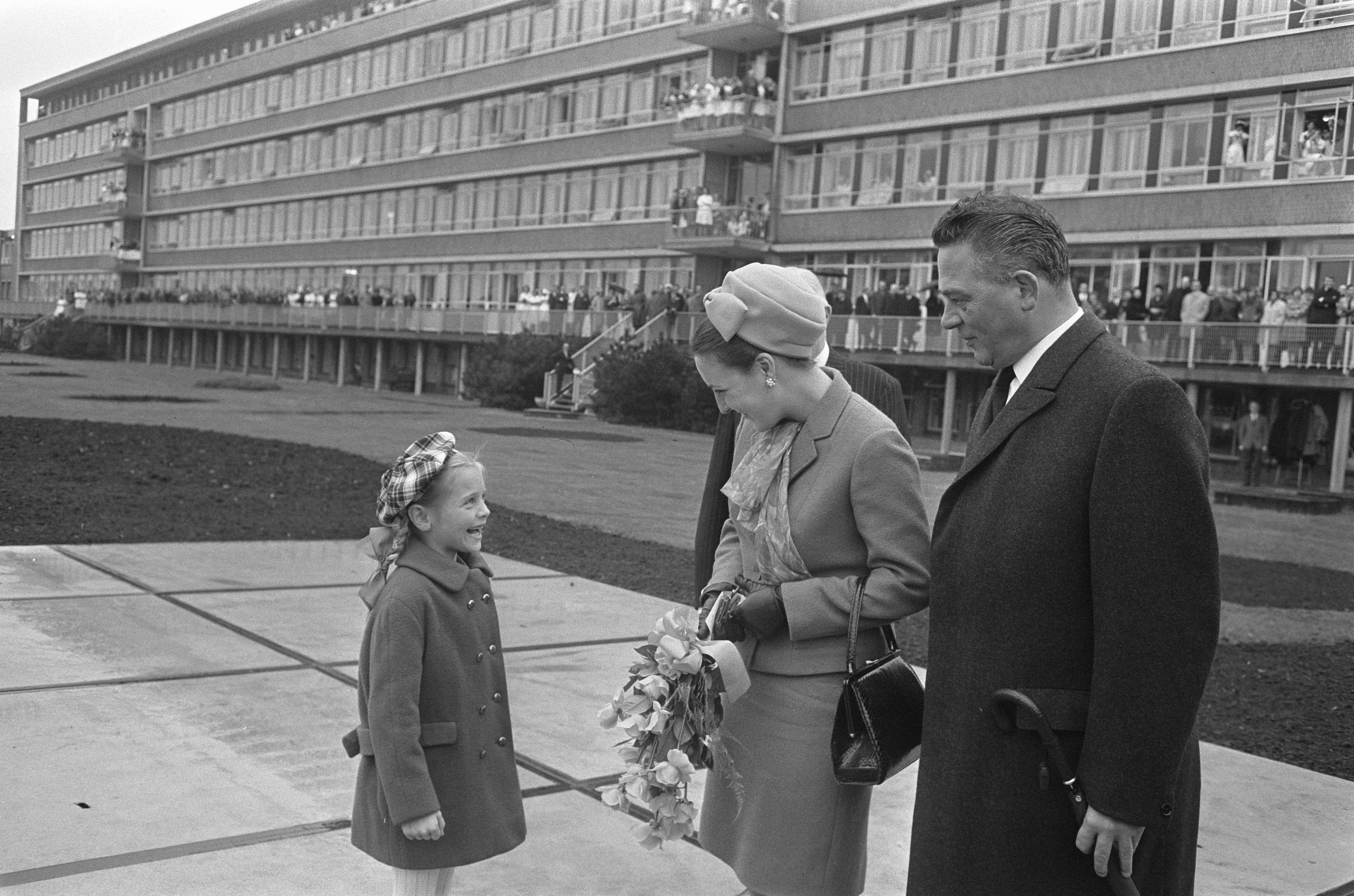
Prinses Margriet opent Helihaven Rode Kruis bij ziekenhuis, 19 november 1968 (Nationaal Archief)